# وینر لوکالبانن
وینر لوکالبانن یا راه‌آهن محلی وین (انگلیسی: Wiener Lokalbahnen) شرکت ترابری اتریشی است، که در سال ۱۸۸۸ تأسیس شد.